# Erik ten Hag
Erik ten Hag (* 2. Februar 1970 in Haaksbergen, Provinz Overijssel) ist ein ehemaliger niederländischer Fußballspieler und heutiger -trainer. Seit Juli 2025 trainiert er in Deutschland den Bundesligisten Bayer 04 Leverkusen.

## Karriere

### Anfänge als Spieler und Assistenztrainer
Als Spieler war er für den FC Twente, De Graafschap, die RKC Waalwijk und den FC Utrecht aktiv. In sechs Jahren absolvierte er für Twente über 160 Ligaspiele. Seine Trainerlaufbahn begann er 2006 in Enschede als Trainerassistent. Von 2009 bis 2012 war er als Co-Trainer für die PSV Eindhoven tätig. Sein Vertrag wurde zusammen mit dem von Trainer Fred Rutten am 12. März 2012 aufgelöst.

### Erste Stationen als Cheftrainer
In der Saison 2012/13 war er Trainer der Go Ahead Eagles, mit denen er in die Eredivisie aufstieg.
Zur Saison 2013/14 übernahm er die zweite Mannschaft des FC Bayern München. In seiner ersten Saison wurde seine Mannschaft Meister der Regionalliga Bayern, unterlag aber in der Aufstiegsrelegation gegen Fortuna Köln durch ein Gegentor in der Nachspielzeit und verpasste damit nur knapp den Aufstieg in die dritte Liga.
Zum 1. Juli 2015 erhielt Ten Hag das Cheftraineramt beim Eredivisie-Klub FC Utrecht, für den er in der Saison 1995/96 in der höchsten niederländischen Spielklasse als Spieler aktiv war. In Personalunion wurde er Sportdirektor des Vereins. Die Eredivisie 2015/16 beendete man auf dem fünften Platz und scheiterte in den Europa-League-Qualifikationsspielen an Heracles Almelo. In KNVB-Pokal 2015/16 zog man ins Finale ein, verlor dies jedoch gegen Feyenoord Rotterdam. Seine zweite Saison beendete Ten Hag auf dem vierten Platz der Eredivisie 2016/17 und scheiterte jedoch nochmals in den Europa-League-Qualifikationsspielen am AZ Alkmaar. Im KNVB-Pokal 2016/17 verlor man das Viertelfinale gegen den SC Cambuur.

### Ajax Amsterdam
Am 28. Dezember 2017 wurde Ten Hag Trainer bei Ajax Amsterdam. Die Eredivisie 2017/18 beendete man auf dem 2. Platz, während man im KNVB-Pokal 2017/18, im Achtelfinale, gegen FC Twente Enschede verlor und in den Europa-League-Playoffs scheiterte.
In der Saison 2018/19 gewann Ten Hag das Double aus Pokal und Meisterschaft. In der Champions League überstand man eine Gruppe mit dem FC Bayern München, Benfica Lissabon und AEK Athen als Zweiter. In der K.-o.-Phase setzte sich Ten Hag dann gegen Juventus Turin und den Titelverteidiger Real Madrid durch, schied jedoch dann im Halbfinale gegen Tottenham Hotspur aus. Im Anschluss an die Spielzeit verlängerte er seine Vertragslaufzeit bis Juni 2022.
Die Eredivisie 2019/20 wurde aufgrund der globalen COVID-19-Pandemie abgebrochen und es wurde kein Meister erklärt. Vor dem Abbruch stand Ajax auf dem ersten Platz. Außerdem schied man vor dem Abbruch im Halbfinale des KNVB-Pokals gegen Ten Hags Ex-Club FC Utrecht aus. Durch die Gruppenphase der Champions-League 2019/20 gelangte man als Gruppendritter, mit einem Punkt hinter dem FC Valencia und dem FC Chelsea, in die Europa-League. Dort schied man im Sechzehntelfinale gegen den FC Getafe aus.

### Manchester United
Zur Saison 2022/23 wurde ten Hag Cheftrainer von Manchester United. Er unterschrieb einen Vertrag bis zum 30. Juni 2025 und folgte auf Ralf Rangnick. In der Liga erreichte ten Hag in seiner Debütsaison den dritten Rang. Im Ligapokal siegte Manchester United im Finale mit 2:0 gegen Newcastle United, im FA Cup unterlag der Klub im Endspiel gegen Manchester City mit 1:2. Im Viertelfinale der Europa League unterlag ten Hags Mannschaft dem späteren Gewinner FC Sevilla. 
In der Saison 2023/24 schied Manchester United als Tabellenletzter der Gruppe A bereits in der Gruppenphase der Champions League aus. In der Liga belegte der Verein am Saisonende den achten Platz, welcher die schlechteste Platzierung des Klubs seit Gründung der Premier League darstellte. Allerdings gewann der Verein  nach einem 2:1-Finalsieg gegen Manchester City den FA Cup. Daraufhin wurde ten Hags Vertrag vorzeitig bis 30. Juni 2026 verlängert.
In der Saison 2024/25 verbuchte Manchester United den schlechtesten Saisonstart seit der Spielzeit 1989/90. Nach einer 1:2-Niederlage gegen West Ham United am 9. Spieltag wurde ten Hags Vertrag am Folgetag, dem 28. Oktober 2024, aufgelöst. Zu diesem Zeitpunkt belegte der Verein in der Premier League den 14. Tabellenplatz mit drei Siegen aus neun Spielen. In der Europa League hatte der Klub in drei Partien jeweils unentschieden gespielt.

### Bayer 04 Leverkusen
Ende Mai 2025 unterschrieb ten Hag einen Vertrag als Cheftrainer über zwei Saisons beim Bundesligisten Bayer 04 Leverkusen. Er wird dort die Nachfolge von Xabi Alonso antreten, der seinen Vertrag aufgelöst hatte, um zu Real Madrid zu wechseln.

## Titel

### Als Spieler
- Niederländischer Pokalsieger: 2001 (FC Twente Enschede)
- Niederländischer Zweitligameister und Aufstieg in die Eredivisie: 1991 (BV De Graafschap)

### Als Trainer
Deutschland
- Meister der Regionalliga Bayern: 2014 (FC Bayern München II)

Niederlande
- Meister (3): 2019, 2021, 2022 (alle Ajax Amsterdam)
- Pokalsieger (2): 2019, 2021 (beide Ajax Amsterdam)
- Supercupsieger: 2019 (Ajax Amsterdam)

England
- Pokalsieger: 2024 (Manchester United)
- Ligapokalsieger: 2023 (Manchester United)